# Go-Jo
Go-Jo (anglès: Marty Jo Zambotto)  (Manjimup, 25 de novembre de 1995) és un cantant, compositor i productor discogràfic australià. Està preparat per representar Austràlia al Festival de la Cançó d'Eurovisió 2025 amb la cançó «Milkshake Man».

## Biografia
Zambotto va créixer en una finca remota i autosuficient prop de Manjimup, Austràlia Occidental, que va ajudar a desenvolupar el seu estil musical i identitat artística. El seu pare és francès i té doble nacionalitat d'Austràlia i França. Va rebre la seva primera guitarra als 13 anys i inicialment va escriure i produir cançons per a altres artistes. Juntament amb la música, Zambotto va jugar al futbol reglament australià a un alt nivell durant tota la seva educació i va competir a nivell semi professional per als East Perth Royals a la West Australian Football League quan era adolescent abans de regalar l'esport per dedicar-se a la música a temps complet i es va traslladar a Sydney per centrar-se en la seva carrera en solitari.
Zambotto és conegut per les seves cançons i versions originals centrades en la guitarra. La seva versió de la cançó de Goo Goo Dolls "Iris" ha rebut més de 3 milions de reproduccions a Spotify. Un vídeo d'ell interpretant la seva cançó "Mrs. Hollywood" a Bondi Beach s'ha vist més de 6 milions de vegades, amb la cançó arribant als mil milions de visualitzacions a totes les plataformes de vídeo.
El 25 de febrer de 2025, SBS va anunciar que Zambotto representaria Austràlia al Festival de la Cançó d'Eurovisió 2025 a Basilea amb la cançó «Milkshake Man».

## Discografia

### Senzills
| Títol                                     | Any  | Àlbum o EP |
| ----------------------------------------- | ---- | ---------- |
| "Nobody Like You" (amb Emma Carn)         | 2016 |            |
| "Incredible" (amb Drugz300)               | 2018 |            |
| "With You"                                | 2018 |            |
| "Ship in a Bottle"                        | 2019 |            |
| "Phases" (amb Trøves)                     | 2019 |            |
| "No One Else"                             | 2020 |            |
| "Say Something"                           | 2020 |            |
| "Iris"                                    | 2020 |            |
| "Thank You Mum"                           | 2021 |            |
| "White Lies"                              | 2021 |            |
| "You Don't Love Me"                       | 2021 |            |
| "Backseat"                                | 2021 |            |
| "Better Off"                              | 2021 |            |
| "Fuck Being Sad."                         | 2021 |            |
| "Georgia"                                 | 2022 |            |
| "Missing You"                             | 2022 |            |
| "See You in LA"                           | 2022 |            |
| "Double Down"                             | 2022 |            |
| "Mrs. Hollywood"                          | 2023 |            |
| "Loverman"                                | 2023 |            |
| "Teenage Dream" (triple j Like A Version) | 2023 |            |
| "Cry About"                               | 2024 |            |
| "Milkshake Man"                           | 2025 |            |